# Túl·lia Major
Túl·lia Major (en llatí Tullia Maior), era germana de Túl·lia Minor, i filla del rei de Roma Servi Tul·li. Va ser la primera esposa de Tarquini el Superb.
Túl·lia Major va ser assassinada pel seu marit, que volia casar-se amb la seva germana Túl·lia Minor, la qual per la seva banda va assassinar al mateix temps al seu primer marit, Arrunt, germà de Tarquini.
Tarquini i Túl·lia Minor, després de matar les seves parelles, es van casar sense cap oposició per part de Servi Tul·li.